# Бильцино (Торжоцький район)
Бильцино (рос. Быльцино) — присілок в Торжоцькому районі Тверської області Російської Федерації.
Населення становить 135 осіб. Входить до складу муніципального утворення Большесвятцовське сільське поселення.

## Історія
Від 2005 року входить до складу муніципального утворення Большесвятцовське сільське поселення.

## Населення
| 1859 | 1884 | 2002 | 2010 |
| ---- | ---- | ---- | ---- |
| 585  | ↘584 | ↘100 | ↗135 |